# 落合中央公園
落合中央公園（おちあいちゅうおうこうえん）は、東京都新宿区上落合にある公園。西武新宿線下落合駅から徒歩6分。

## 概要
東京都下水道局管轄の落合水再生センターの上部に作られた人工地盤の上に建設されている公園施設。1964年（昭和39年）開園。園内には、新宿区立の落合中央公園野球場やテニスコートなども設けられている。また、公園北側の同じ人工地盤上には、「せせらぎの里公苑」が設けられている。

## 施設・所在地
落合中央公園
東京都新宿区上落合1丁目2−2
新宿区立スポーツ施設 落合中央公園野球場・庭球場
東京都新宿区上落合1丁目2−40